# Charles Vane
Charles Vane (1680 – Port Royal, 29 marzo 1721) è stato un pirata inglese che operò nel Mare Caraibico dal 1716 fino alla sua morte, avvenuta nel 1721 per impiccagione.
Fu uno dei principali leader della Repubblica dei pirati di Nassau sull'isola di New Providence. L'imbarcazione sulla quale Vane compiva le sue scorribande era un brigantino denominato Ranger.

## Biografia

### Carriera pirata
La sua carriera nella pirateria iniziò sotto il comando di Henry Jennings, partecipando all'attacco di quest'ultimo all'accampamento dei sopravvissuti della flotta spagnola del tesoro del 1715 in Florida, naufragati qualche mese prima a causa di un uragano. I pirati fecero incetta di circa 87.500 sterline di oro e argento.
Vane divenne capitano di una propria nave nell'estate del 1717, iniziando a saccheggiare i galeoni spagnoli. Della ciurma di Charles Vane facevano parte anche due pirati che in seguito sarebbero divenuti dei famigerati capitani pirata: Jack Rackham e Edward England. Per la fine del 1717 Charles Vane era uno dei maggiori leader della Repubblica dei pirati di Nassau, sull'isola di New Providence.
Nel 1718 Re Giorgio I di Gran Bretagna decise di offrire un'amnistia generale a tutti i pirati a patto che smettessero di saccheggiare città e navi. Molti pirati, tra cui anche Henry Jennings, accettarono il perdono ma Vane si oppose guidando coloro che si erano rifiutati di arrendersi. Il 23 febbraio il capitano Vincent Pearse arrivò a Nassau a bordo della HMS Phoenix per costringere i pirati ad arrendersi. Charles Vane venne catturato con il suo brigantino, la Lark. Benjamin Hornigold e Thomas Nichols convinsero Pearse a rilasciare Vane come dimostrazione di clemenza. Una volta liberato, Charles Vane accettò quindi il perdono del re. Tuttavia, il 21 marzo Vane e i suoi uomini (inclusi Jack Rackham ed Edward England) ripresero la vita della pirateria catturando uno sloop giamaicano. Vane lasciò Nassau il 4 aprile; quattro giorni dopo anche Pearse lasciò l'isola e Nassau ritornò nuovamente sotto il controllo dei pirati. 
Dopo aver lasciato Nassau, Vane attaccò diverse navi nelle acque delle Bahamas. Ben presto si procurò la reputazione di essere uno dei più feroci pirati dell'epoca, ricorrendo a volte anche alla tortura dei suoi prigionieri. In questo periodo, inoltre, Charles Vane ribattezzò la Lark con il nome Ranger. 
Vane era di nuovo a Nassau il 22 luglio 1718 quando il nuovo Governatore di New Providence Woodes Rogers arrivò per estendere il perdono ai pirati e prendere il controllo dell'isola una volta per tutte. Rogers fece un blocco navale con la sua flotta per impedire a Charles Vane e ai suoi pirati di uscire dal porto di Nassau, ma proprio quella notte Vane riuscì a eludere il blocco navale con uno stratagemma: diede fuoco ad una nave francese da lui catturata e la inviò verso la flotta di Rogers, sperando di danneggiare quante più navi possibili per costringere Rogers a ritirarsi. Esattamente secondo il piano di Vane, le navi di Rogers furono costrette a spostarsi, creando così un varco che permise ai pirati di fuggire dal porto. 
Vane continuò a praticare la pirateria per i successivi mesi. Woodes Rogers mandò il colonnello William Rhett a catturarlo. Nel frattempo lui aveva dato una delle sue navi a un certo Yeats, membro dell'equipaggio e gli aveva dato il compito di depredare le navi al largo del porto di Charleston. Una notte però Yeats fuggì a Charleston e cedette al perdono del Governatore. 
Charles Vane fece ritorno a Nassau nel settembre del 1718, minacciando di riprendersi l'isola. In seguito Vane passò una settimana con il famoso pirata Barbanera e insieme praticarono qualsiasi forma di pirateria. Dopodiché salpò di nuovo ma il colonnello Rhett gli stava dando ancora la caccia. Il 23 novembre 1718, quando Charles Vane si rifiutò di attaccare una fregata francese, la ciurma, vedendo questo come un atto di codardia, si ammutinò e nominò Jack Rackham come capitano. A Vane fu comunque concesso il comando di uno sloop con gli uomini a lui fedeli. 

### Cattura e morte
Nel febbraio 1719 la nave di Charles Vane naufragò in un violento uragano al largo delle coste dell'Honduras. Vane e i sopravvissuti della sua ciurma si salvarono su un isolotto disabitato. Vennero tratti in salvo da una nave di passaggio ma Vane fu riconosciuto e portato a Port Royal, in Giamaica, dove fu impiccato insieme al suo equipaggio il 29 marzo 1721.

## Influenza nella cultura di massa
- La figura di Charles Vane è rappresentata nel videogioco Assassin's Creed IV: Black Flag in qualità di alleato del capitano Assassino Edward Kenway.
- Charles Vane è uno dei personaggi principali della serie televisiva Black Sails, in cui è stato interpretato da Zach McGowan.